# إيزابيل ديلورم
إيزابيل ديلورم هي معلمة موسيقى وملحنة وعازفة بيانو كندية، ولدت في 4 نوفمبر 1900 في مونتريال في كندا، وتوفيت في 20 فبراير 1991.

## وصلات خارجية
- إيزابيل ديلورم على موقع ميوزك برينز (الإنجليزية)